# Gottlieb von Jagow
Gottlieb von Jagow (22. juni 1863, Potsdam - 1. januar 1935) var en  tysk diplomat. Han var Tysklands udenrigsminister mellem januar 1913 og 1916.

## Biografi
Jagow fik sin uddannelse på Universitet i Bonn. Han gik ind i diplomatiet i 1895, og blev først udstationeret på den tyske ambassade i Rom og senere på den preussiske mission i München. Efter at have taget eksamen i diplomati i 1897 blev han tilknyttet den preussiske mission i Hamburg, men flyttede snart til Rom, hvor han avancerede til 2. sekretær (legationsrådgiver). Efter en kort overgang på den tyske mission i Haag, vendte han tilbage som førstesekretær i Rom i marts 1901, hvor han forblev indtil 1906, hvor han blev forflyttet til udenrigsministeriet i Berlin. Han gjorde sig først bemærket som privatsekretær for Bernhard von Bülow, den tidligere kansler. I december 1907 blev han udpeget til særlig udsending til Luxembourg og i maj 1909 blev han Tysklands ambassadør i  Rom. Under den Tyrkisk-italienske krig gennemførte han vigtige forhandlinger med den italienske regering, og det siges at han forhindrede en krig mellem Østrig og Italien ved denne lejlighed.
I 1913 blev han udnævnt til tysk udenrigsminister. Han spillede en aktiv rolle i forhandlingerne op til udbruddet af 1. verdenskrig, og var især involveret i det tyske forhold til Østrig-Ungarn, efter at have været det første medlem af rigsregeringen i Berlin som blev bekendt med betingelserne i det østrigske ultimatum overfor Serbien.
Under julikrisen i 1914 var Jagow overbevist om at en krig mellem Østrig-Ungarn og Serbien ville blive en lokal konflikt, og at Rusland endnu ikke var klar til en storkrig. Dette var ikke tilfældet, hvilket indirekte førte til udbruddet af 1. verdenskrig. Efter krigen pegede Jagow på dybereliggende årsager til krigsudbruddet: "dette forbandede system af alliancer".
Ifølge Friedrich Katz var Gottlieb von Jagow den primære støtte til en fejlslagen plan om at få involveret USA i en krig med Mexico. På dette tidspunkt havde den Mexicanske revolution skabt voksende spænding mellem de to lande. Som resultat af en sådan krig forventede Jagow at USA ville undlade at deltage i krigen i Europa.
Jagow trak sig tilbage i november 1916. Han var en stille, tilbagetrukken og studeret mand, en af de dårligste talere i den tyske rigsdag. James W. Gerard, som dengang var USA's ambassadør i Tyskland, skriver i sin bog My Four Years in Germany at Jagow blev tvunget væk fra sin post, fordi han kom i modvind for ikke at forsvare regeringens politik tilstrækkeligt kraftigt i rigsdagen.
Jagow skrev et forsvarsskrift for den tyske politik med titlen Ursachen und Ausbruch des Weltkrieges ("Årsager og udbrud af Verdenskrigen",  1919).